# Mychajło Fedorow
Mychajło Albertowycz Fedorow, ukr. Михайло Альбертович Федоров (ur. 21 stycznia 1991 w Wasylówce) – ukraiński polityk i przedsiębiorca, w latach 2019–2025 wicepremier, od 2019 minister transformacji cyfrowej, od 2025 pierwszy wicepremier.

## Życiorys
Ukończył studia na wydziale socjologii i zarządzania Zaporoskiego Uniwersytetu Narodowego, był stypendystą OBWE i działaczem studenckim w Zaporożu. W 2013 założył własną agencję reklamową SMMSTUDIO, specjalizującą się w reklamie internetowej i kampaniach w serwisach społecznościowych. W 2014 kandydował w wyborach do Rady Najwyższej z ramienia ugrupowania „5.10”, które nie przekroczyło progu wyborczego. W 2018 był dyrektorem operacyjnym projektu „Superludy”.
W 2019 odpowiadał za kampanię internetową Wołodymyra Zełenskiego; po jego zwycięstwie w wyborach prezydenckich otrzymał nominację na funkcję doradcy do spraw cyfrowych. Kierowany przez niego zespół z okresu kampanii otrzymał 7 nominacji w organizowanym przez Europejskie Stowarzyszenie Konsultantów Politycznych (EAPC) konkursie Polaris Awards.
W wyborach parlamentarnych przeprowadzonych również w 2019 z ramienia prezydenckiego ugrupowania Sługa Ludu uzyskał mandat posła do Rady Najwyższej IX kadencji. Złożył go w sierpniu tegoż roku na pierwszym posiedzeniu nowego parlamentu – objął wówczas urzędy wicepremiera oraz ministra transformacji cyfrowej w powołanym rządzie Ołeksija Honczaruka. Pozostał na tych stanowiskach również w utworzonym w utworzonym w marcu 2020 gabinecie Denysa Szmyhala.
W dacie nominacji stał się najmłodszym w historii niepodległej Ukrainy członkiem rządu. W okresie urzędowania był inicjatorem portalu i aplikacji „Dija”, stanowiących elektroniczny serwis usług publicznych. W związku z reorganizacją zakresu jego kompetencji 20 marca 2023 został odwołany z zajmowanych stanowisk, a następnego dnia powołany na urzędy wicepremiera ds. innowacji, rozwoju edukacji, nauki i technologii oraz ministra transformacji cyfrowej.
Pozostał także w składzie utworzonego w lipcu 2025 rządu Julii Swyrydenko; został ponownie ministrem transformacji cyfrowej, a dodatkowo również pierwszym wicepremierem.

## Wyróżnienia
W 2020 został umieszczony na liście Forbes „30 Under 30” ukraińskiej edycji magazynu „Forbes”.

## Życie prywatne
Mychajło Fedorow jest żonaty, ma córkę.